# Jüdischer Friedhof Kassel

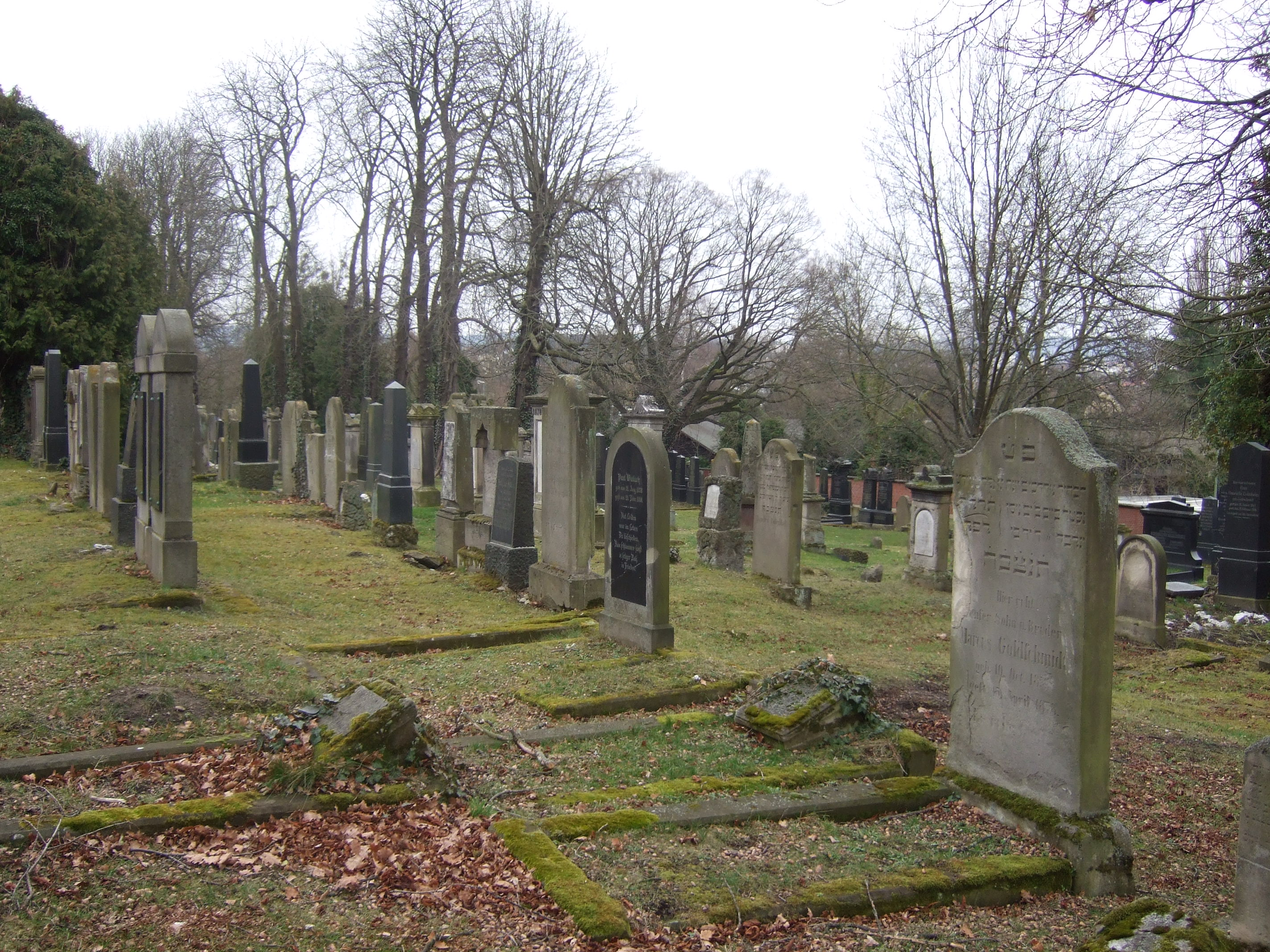
Blick über den alten Teil des Friedhofs

Als jüdischer Friedhof Kassel können verschiedene Friedhöfe bezeichnet werden. Zwei dieser Friedhöfe, der alte und der neue jüdische Friedhof, existieren heute noch in Kassel-Bettenhausen.

## Geschichte
Ein erster jüdischer Friedhof wird in Urkunden bereits seit dem 13. Jahrhundert erwähnt. Seine Lage wird in der Fulda im Bereich der Ahnemündung nahe der Judengasse vermutet, da die Juden damals unter dem Schutz des Ahnaberger Klosters standen und jüdische Friedhöfe zur damaligen Zeit auf Gebieten wie Sümpfen, bergigen Hängen oder Waldgebieten lagen, die als für die Landwirtschaft unbrauchbar galten.
Im Zuge der Stadterweiterung von Kassel etwa ab dem Jahr 1385 bis etwa 1587 entstand ein neuer Friedhof der jüdischen Gemeinde außerhalb der Stadtgrenzen vor dem Wallgraben, welcher sich in etwa am heutigen Königsplatz befand.
Der jetzt noch erhaltene alte jüdische Friedhof wurde während der Zeit des Dreißigjährigen Krieges um 1630 in der Gemarkung von Bettenhausen angelegt und diente den jüdischen Gemeinden von Kaufungen, Heiligenrode und Waldau als Begräbnisstätte. Bis zur Zeit des Nationalsozialismus waren die Gräber selbst aus der Mitte des 17. Jahrhunderts bis zur Mitte des 19. Jahrhunderts auf dem Friedhof vollständig erhalten. Auf dem Friedhof wurden bis etwa 1800 nur liegende Grabsteine verwendet, erst dann gab es auch aufrecht stehende Steine. 1841 kaufte Jeremias Rothfels das Gelände des neueren Teils des Friedhofs und schenkte es der Gemeinde. Für die im Ersten Weltkrieg gefallenen jüdischen Soldaten wurde ein Ehrenmal auf dem alten Friedhof errichtet.

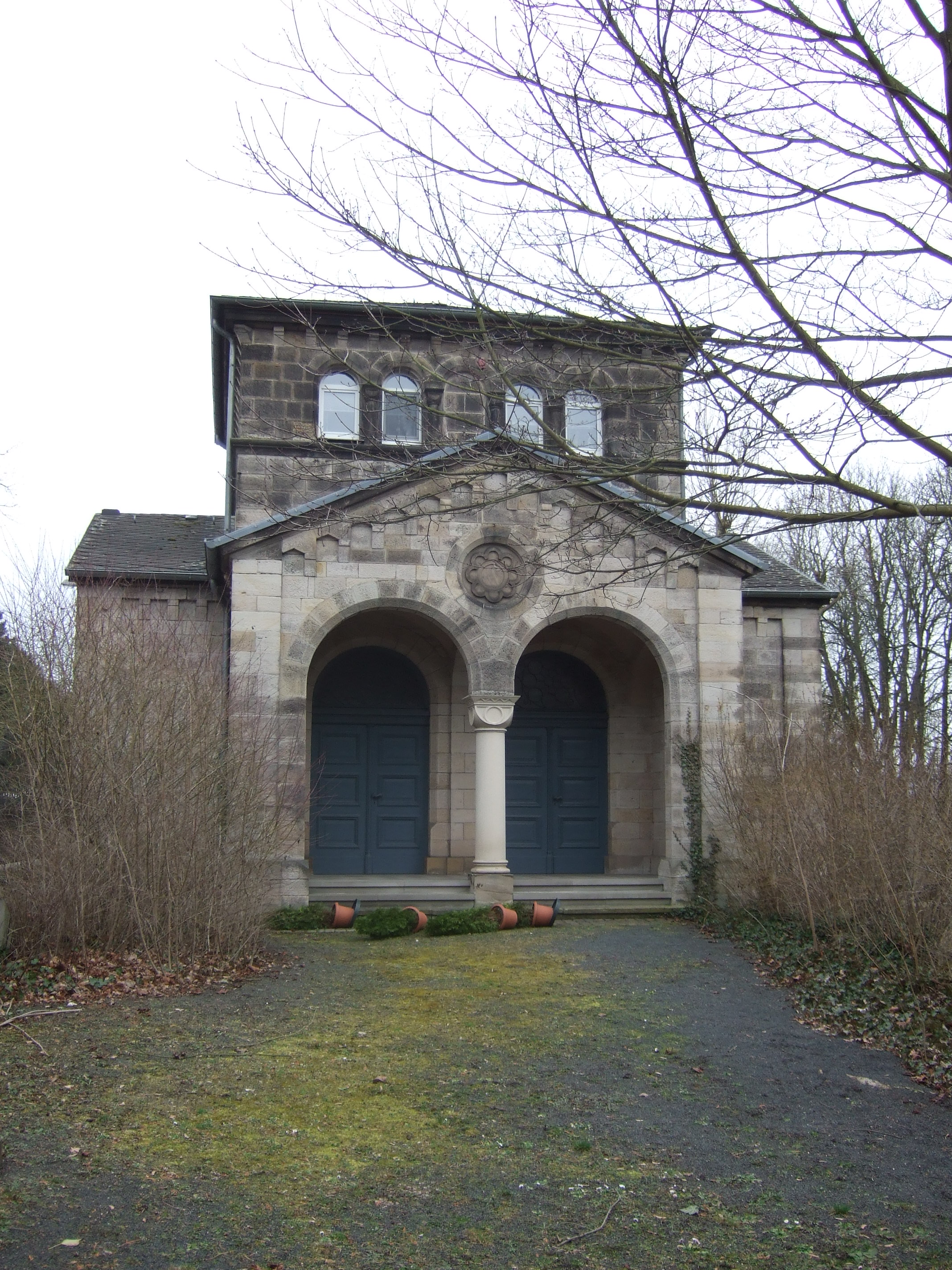
Friedhofshalle auf dem alten jüdischen Friedhof
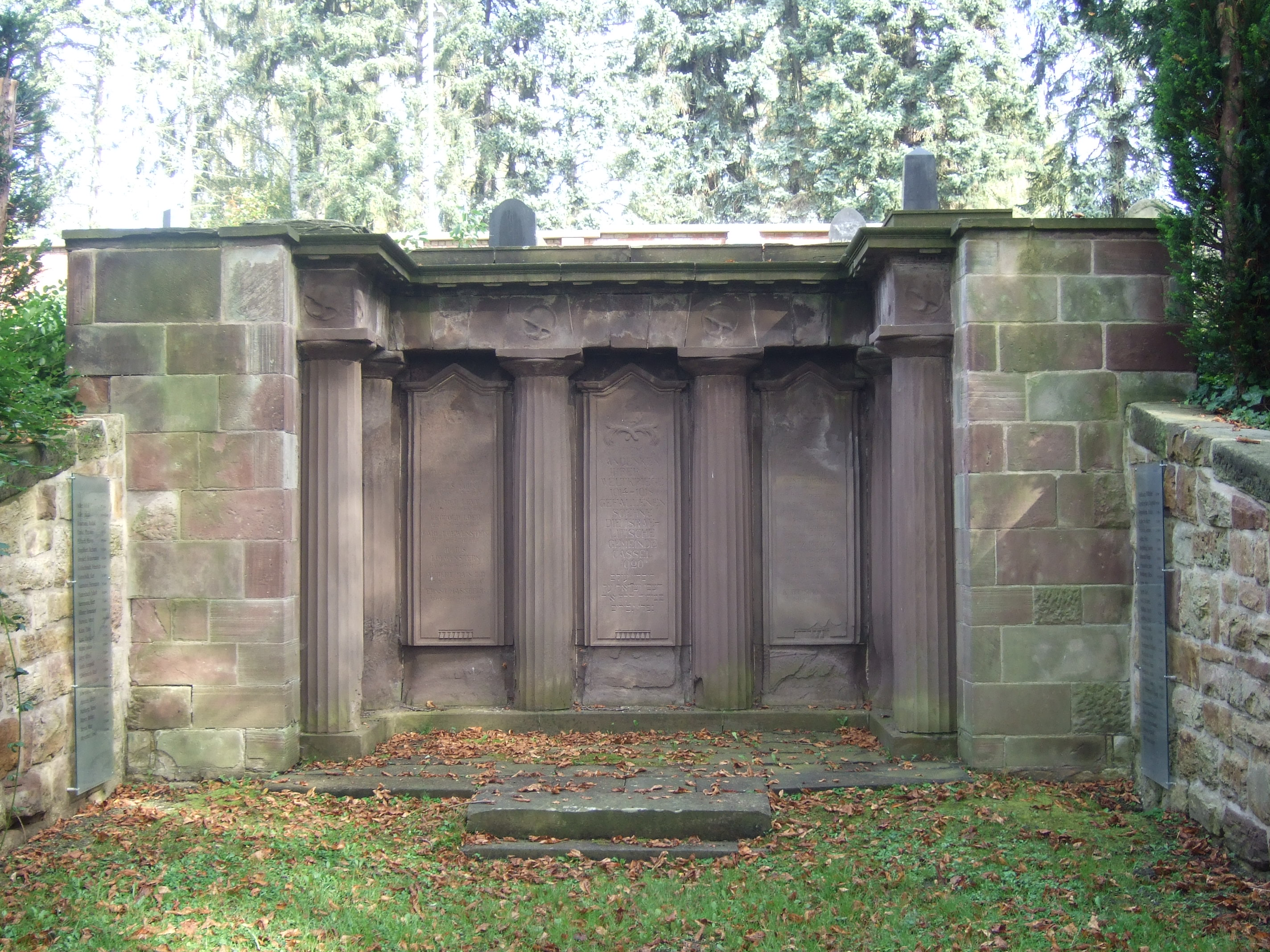
Ehrenmal von 1920 für die im Ersten Weltkrieg gefallenen Kasseler Juden
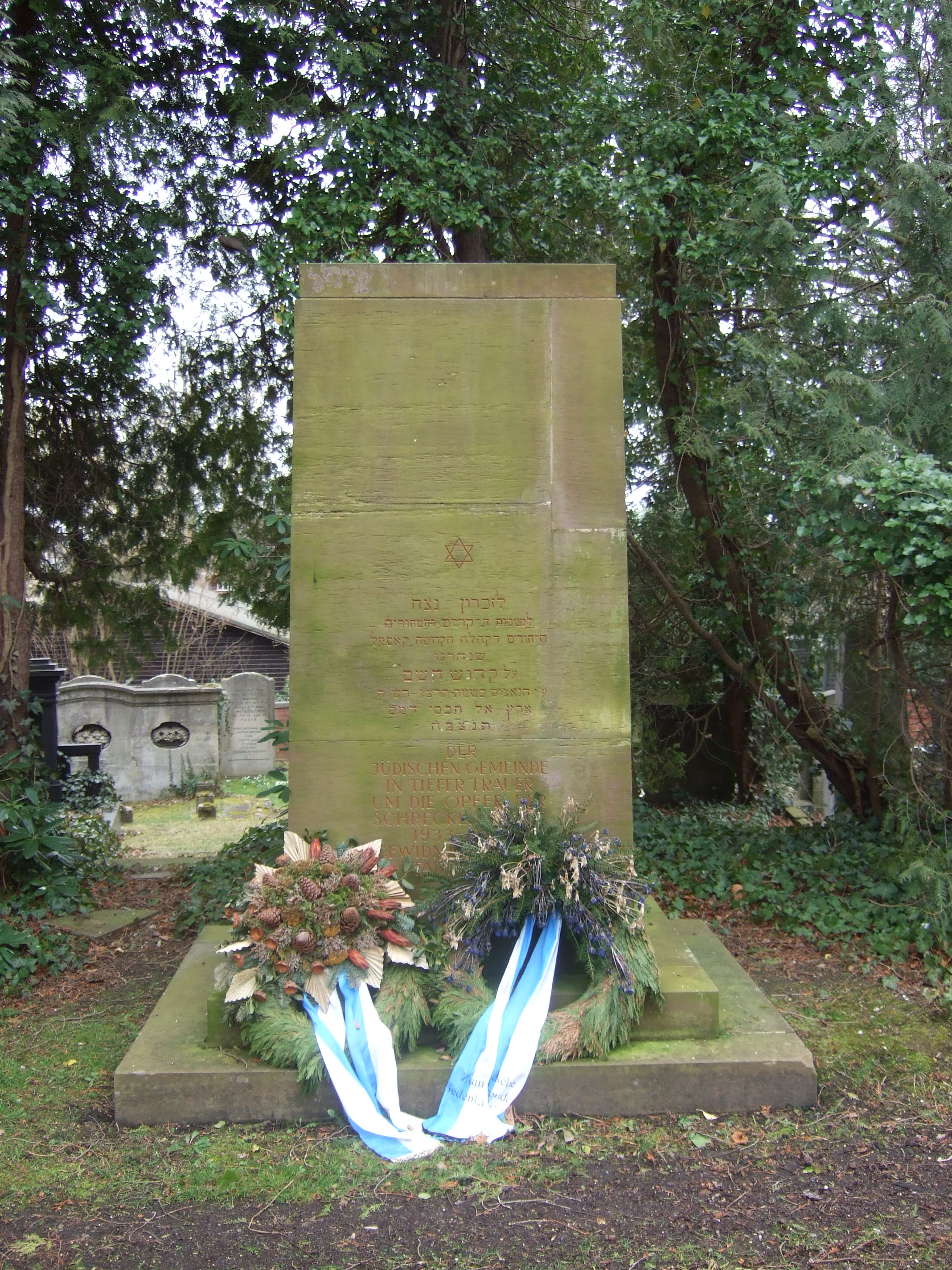
Gedenkstein für die im Nationalsozialismus umgekommenen jüdischen Kasseler Bürger
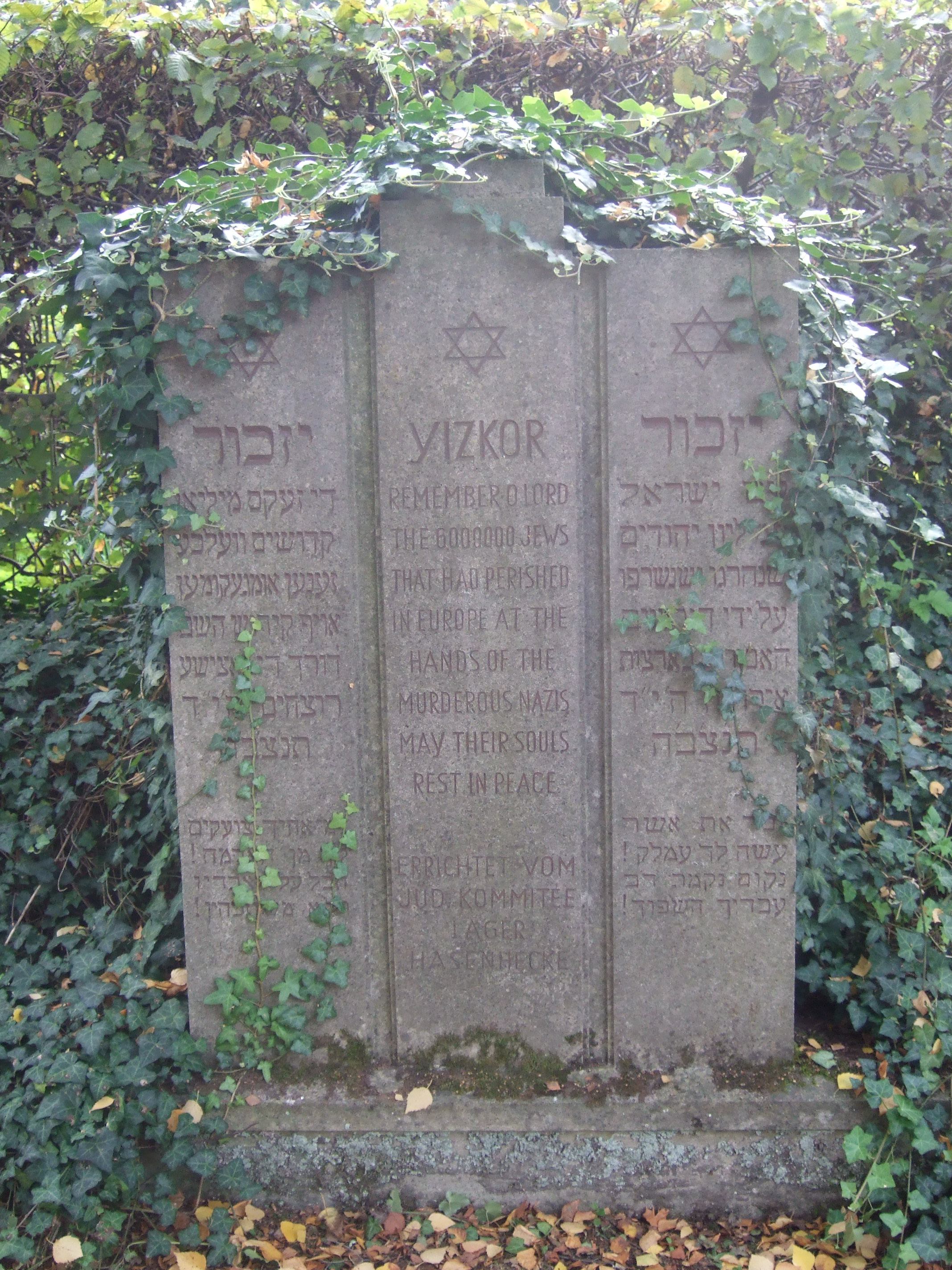
Denkmal zur Erinnerung an die Ermordeten der Shoa „Errichtet vom jüdischen Komitee Lager Hasenhecke“ (sc. DP-Lager Kassel) auf dem neuen Teil des Jüdischen Friedhof
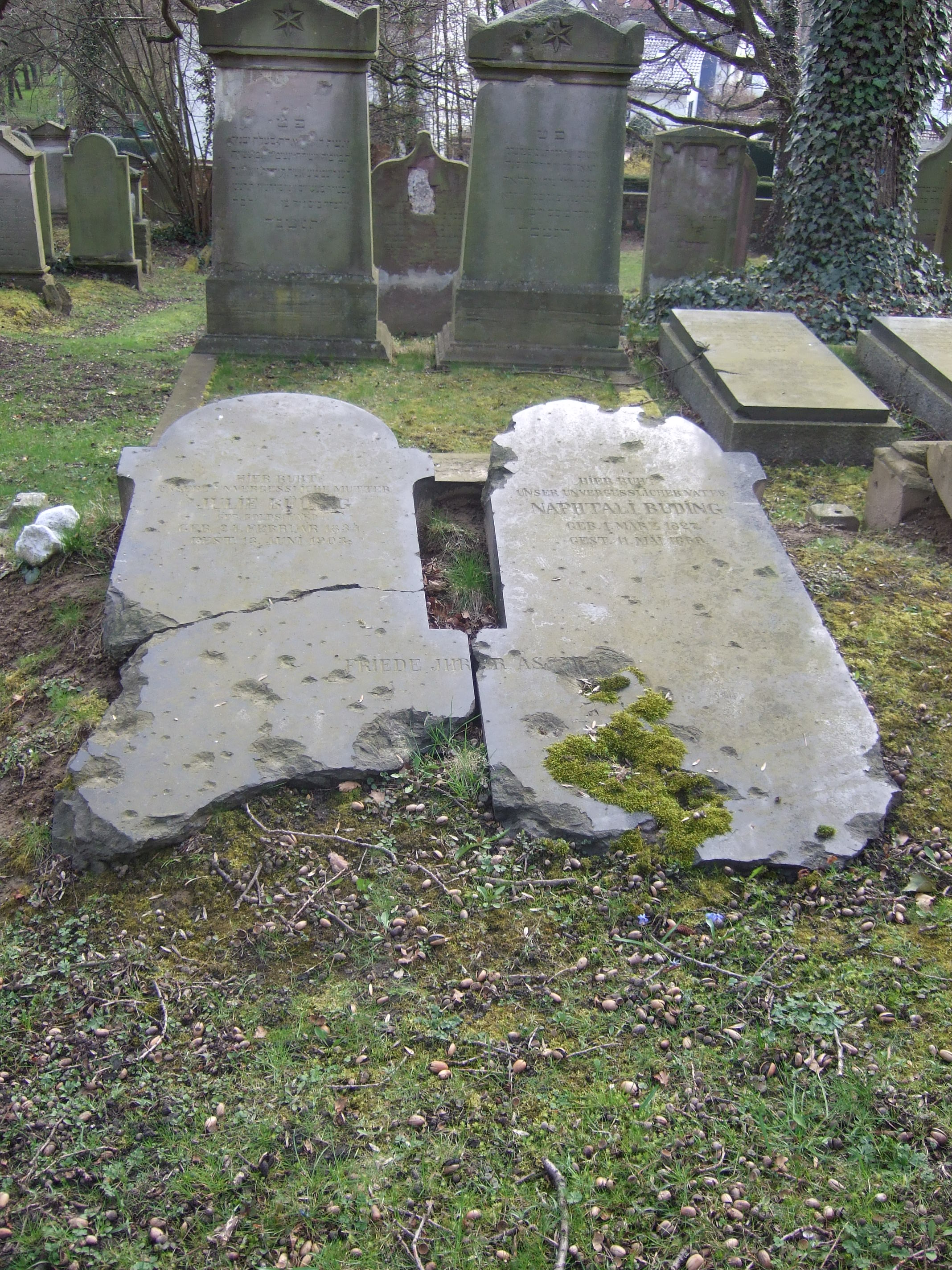
Grabsteine mit Einschusslöchern auf dem alten Jüdischen Friedhof

Der neue jüdische Friedhof wurde 1932 schräg gegenüber dem Fasanenweg in Fortsetzung des kommunalen Friedhofs in Benutzung genommen. Beisetzungen fanden hier zunächst bis ins Jahr 1942 statt, aber zuletzt ohne Steinsetzung. Im mittleren Teil des Friedhofs fanden während des Zweiten Weltkriegs Beerdigungen von russischen und polnischen Zwangsarbeitern statt, ohne dass Grabsteine errichtet wurden.
Nach Kriegsende 1945 errichteten Überlebende aus Konzentrationslagern ein Denkmal zur Erinnerung an die Juden, die während der NS-Zeit ums Leben gekommen waren. Der Friedhof wird bis in die Gegenwart belegt.
Die ganze Anlage ist parkähnlich gestaltet und umfasst etwa 20.000 m3 mit etwa 3000 Grabstellen. Ein Teil des Geländes kann nicht benutzt werden, da dort während des Zweiten Weltkriegs russische und polnische Zwangsarbeiter ohne Kennzeichnung bestattet wurden.

## Bekannte Bestattete
- Max Rothfels (1854–1935)

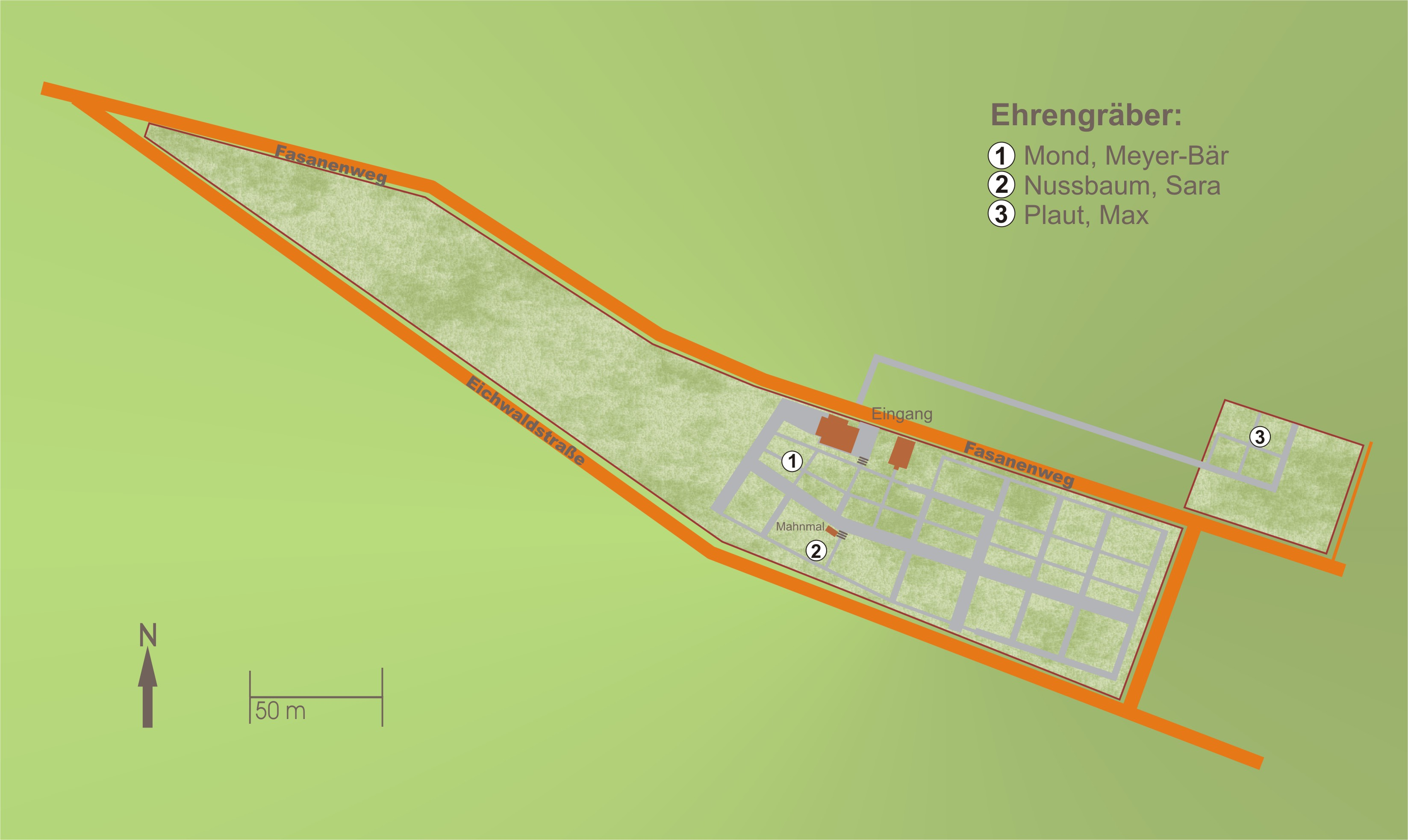
Lageplan der Ehrengräber

Die Stadt Kassel unterhält vier Ehrengräber auf dem jüdischen Friedhof in Bettenhausen:
- Felix Blumenfeld (1873–1942)
- Meyer-Bär Mond (1837–1909)
- Sara Nussbaum (1868–1956)
- Max Plaut (1888–1933)